# Sesson Shūkei

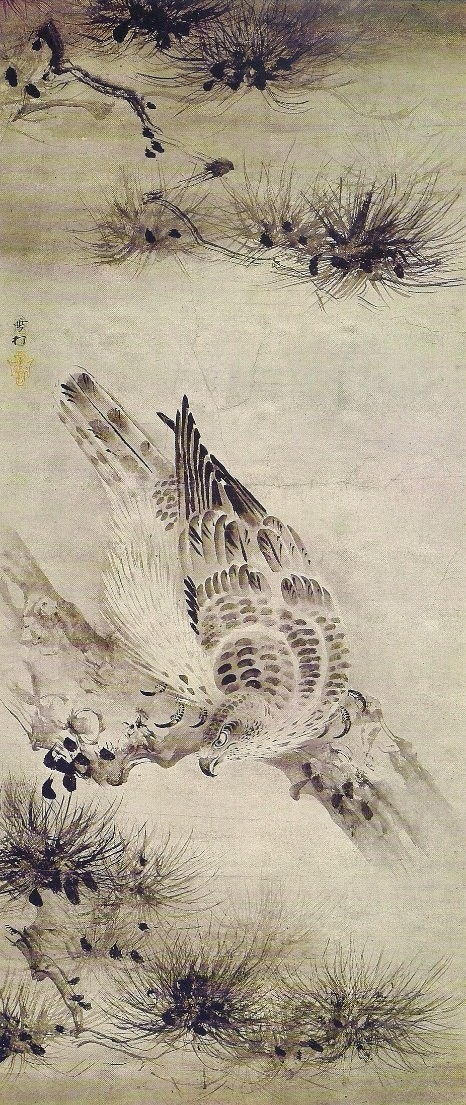
Sesson: Falke

Sesson Shūkei (japanisch 雪村 周継; geboren 1504 in Ōta (Provinz Hitachi); gestorben 1589 in Ōshū) war ein japanischer Zen-Mönch und Maler aus der späten Muromachi- bis frühen Momoyama-Zeit.

## Leben und Wirken
Sesson Shūkei wurde nach der üblichen Darstellung um 1504 geboren und starb in den 1580er Jahren. Aber in den letzten Jahren wurde vorgeschlagen, dass sein Geburtsjahr etwa zehn Jahre früher war. Er wurde als Satake Heizō (佐竹 平蔵) des Satake-Klans, einer Samurai-Familie in Ōta (Präfektur Ibaraki), geboren. Er folgte jedoch nicht der Familientradition, sondern ging ins Kloster, wurde Zen-Mönch und begann zu malen.
Sessons frühestes Werk ist im Satakes Familientempel Shōshū-ji (正宗寺) in Ōta zu finden, eine Kannon an einem Wasserfall (滝見観音図, Takimi Kannon-zu). Nach Verhandlungen mit dem Daimyō Ashina Moriuji (蘆名盛氏; 1521–1580) in Aizu (heute Westteil der Präfektur Fukushima) reiste er nach Odawara und Kamakura, wo er von Hōjō Ujiyasu und Hōjō Ujimasa, dem Gründer des Tempels Sōun-ji (早雲寺), und dem Oberpriester des Tempels Engaku-ji empfangen wurde. Für Sesson, der nie in seinem Leben bis nach Kyōto gereist ist, war die Odawara-Kamakura-Reisezeit eine wichtige Zeit, in der er mit chinesischer Malerei und den Werken seiner Vorgänger in der Muromachi-Zeit in Kontakt kommen konnte. In seinen späteren Jahren lebte Sesson zurückgezogen in Oshū-Tamura (奥州田村) – heute Präfektur Fukushima – und starb im Alter von 80 Jahren.
Das Lebenswerk Sessons umfasst mindestens die 60 Bilder, von denen allerdings nur wenige datiert sind. Sie umfassen eine reiche Vielfalt von Größen und Inhalten. Seine Darstellungen von Personen oder Tieren, insbesondere seine taoistischen Unsterblichen und Drachen in den Wolken sind ein turbulenter variationsreich, und selbst seine Landschaften zeigen eine gewisse Dramatik. Seine Abhandlung zur Malerei „Setsumon teishi-den“ (説門弟資云) gibt die Theorie für seine späteren Werke wieder: die Wichtigkeit, die Natur zu betrachten und Meisterwerke zu kopieren, um eine Zusammenfassung der Natur zu erreichen. Er schenkte dem Gebrauch der Tusch große Aufmerksamkeit, insbesondere was die Differenzierung von leichten und dunklen Tönen anging.
Die frühen Arbeiten, vertreten durch „Katō sansui-zu“ (夏冬山水図) – „Sommer- und Winterlanschaft“ im Nationalmuseum Kyōto, sind stark von Sesshu beeinflusst. Spätere Werke wie „Fūtō-zu“ (風濤図) – „Wind und Welle“ aus der Sammlung des Nomura-Kunstmuseums (野村美術館) in Kyōto und „Yōryū suikaku-zu“ (楊柳水閣図) – „Weiden am Pavillon am Wasser“ (Privatsammlung) zeigt eine einzigartige Bildqualität, in der Feinheit und dynamischer Ausdruck harmonieren. In seinen Hauptwerken „Lü Dongbin zu“ (呂洞賓図), abgebildet ist Lü Dongbin, einer der acht chinesischen Weisen, und das Stellschirm-Paar „Blumen und Vögel“ (花鳥図屏風, Kachō-zu byōbu) in der Sammlung des Yamato Bunkakan betonte er den Ausdruck der Bewegung, und diese Tendenz verstärkte sich in seinen späteren Jahren. Viele seiner Werke in seinen späteren Jahren sind etwas grob ausgeführt, aber unter ihnen ist „Jigazō“ (自画像) – „Selbstportrait“ (Yamato Bunkakan) ein einzigartiges Porträt einer Person, die mit trockenem Pinselstrich in Abgeschiedenheit in den Bergen lebt.

## Bilder

Lü Dongbin
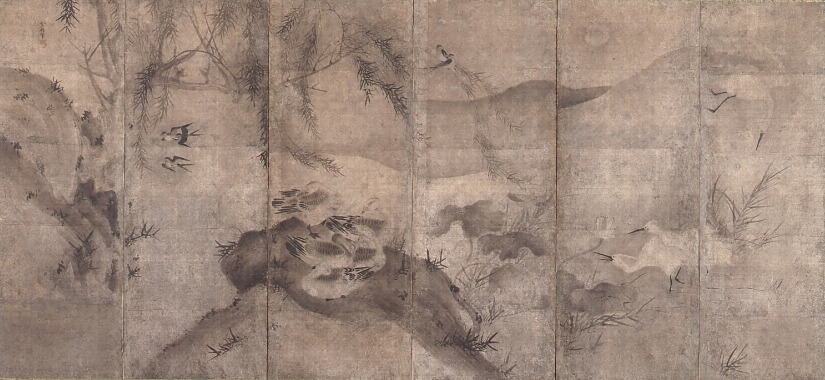
„Blumen und Vögel“ linker Stellschirm
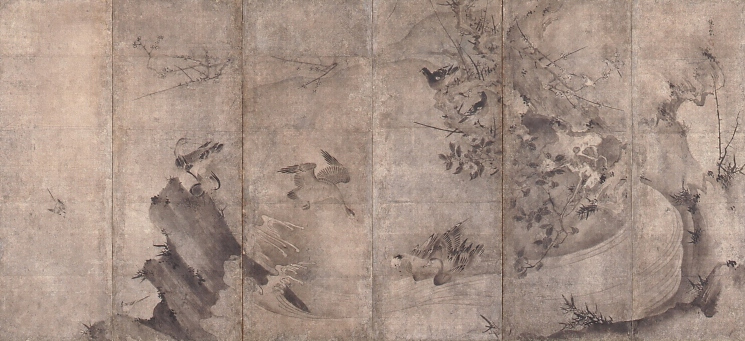
„Blumen und Vögel“ linker Stellschirm
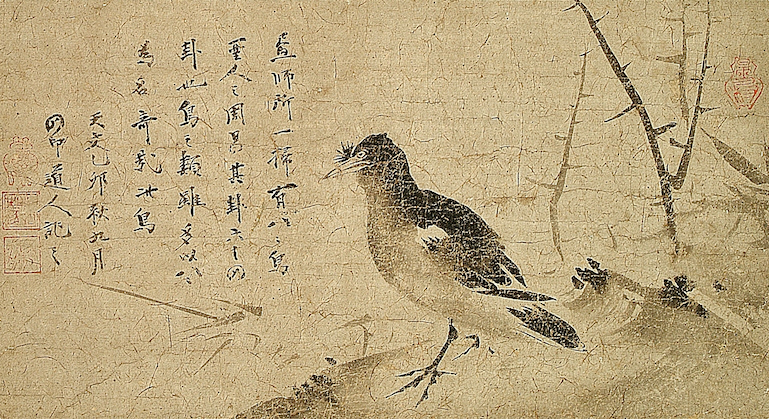
Hauben-Myna

1. 1 2  Kunstmuseum Yamato Bunkakan.
2. ↑  Tokiwayama Bunko (常盤山文庫).